# Operación ISA
La Operación ISA fue la primera operación realizada por el Grupo Especial de Inteligencia del Perú (GEIN) contra la organización terrorista Partido Comunista del Perú-Sendero Luminoso. En dicha operación se logró desarticular el Departamento de Apoyo Organizativo (DAO) y el Grupo de Apoyo Partidario (GAP), dos aparatos centrales de la organización terrorista.

## Preliminares
El Perú, para finales de los años 80 e inicio de los años 90, vivía azotado por la violencia terrorista de las organizaciones comunistas Sendero Luminoso y el Movimiento Revolucionario Túpac Amaru (MRTA). En ese contexto, una madre dejó una carta anónima en el aeropuerto mientras sacaba del país a su hija que había sido captada por Sendero Luminoso. En esa carta, la madre suplicaba a las autoridades que investigaran a Judith Díaz Contreras, alias "Camarada Isa", una empleada administrativa de la Universidad Agraria La Molina que en el año 1985 había sido detenida por la policía aunque luego fue puesta en libertad.  En la carta se detallaba la dirección de una casa donde se reunía a los jóvenes para adoctrinarlos sobre marxismo y enrolarlos en las filas del grupo terrorista.
Días Contreras era miembro del Grupo de Apoyo Partidario (GAP), cuya labor era alojar a los terroristas llegados a Lima en apartamentos y mantener su seguridad y clandestinidad. El otro aparato era el Departamento de Apoyo Organizativo (DAO), un aparato encargado de establecer los vínculos entre los aparatos con la Dirección Central (Abimael Guzmán y Elena Iparraguirre) y archivar recortes periodísticos. El GAP estaba liderado por Carlos Manuel Torres Mendoza, alias "Camarada Javier", y el DAO estaba liderado por Elvia Nila Zanabria Pacheco, alias "Camarada Juana".

## Desarrollo de la operación

### Primeras acciones
La operación dio comienzo el 5 de marzo de 1990. Se nombró como "Operación ISA" debido a que la "Camarada Isa" era la pista a seguir. Benedicto Jiménez, creador del GEIN, estableció que se debía seguir a dos objetivos: Días Contreras, "Camarada Isa", y Nora Gálvez Cavero, alias "Camarada Nati", una terrorista que trabajaba bajo las órdenes de "Camarada Isa". Se logró intervenir las conversaciones de la casa de la "Camarada Isa" en La Victoria y se escucharon las conversaciones realizadas en lenguaje cifrado entre los terroristas. Tras días de seguimiento se descubrió a otra integrante de la organización terrorista que era conocida con el nombre de "Camarada Cris".
Luego de seguir a Miriam Nieves Rodríguez Peralta, alias "Camarada Cris", se logró llegar a un apartamento en la Urbanización Los Sauces, tras caminar por la avenida Villarán en el límite de Miraflores, Surquillo y Surco. Este apartamento había sido alquilado a una pareja, un hombre identificado como Jesús Aparicio Ortega y su esposa, que estaba en estado de gestación. Después, se captó a la "Camarada Cris" con un sujeto que lograron identificar como Carlos Manuel Torres Mendoza, alias "Camarada Javier". A pesar de las prohibiciones dentro de la organización, ambos tenían una relación sentimental. Del seguimiento al "Camarada Javier" se logró identificar a Delia Natividad Taquiri Yanqui, alias "Camarada Zulma", y Alfredo Castillo Montañés, alias "Camarada Ricardo".
Del seguimiento a otro sujeto salida de la casa de la "Camarada Isa" se llegó a una casa ubicada en la urbanización residencial de Monterrico, en Surco. La operación se centró en la casa a la que iba la "Camarada Cris" y la casa de la "Camarada Zulma" en Chorrillos, por considerarlos esenciales.

### La tormenta
El 1 de junio de 1990 se dio inicio a la captura de los objetivos marcados por el GEIN. La frase clave para el inicio de las acciones fue "Que se desate la tormenta". Se detuvo a la pareja (Aparicio Ortega y su mujer, al que habían apodado como "La Panzona") que salía de su casa. Luego fue detenida la "Camarada Cris" que descendía de la casa de la pareja junto a otra mujer. La "Camarada Cris" intentó huir pero fue detenida, lo mismo intentó su acompañante. En la casa de la pareja se encontró a Sybila Arredondo, quien fuera esposa de José María Arguedas. El "Camarada Javier" intentó escapar de la casa pero fue detenido.
De manera simultánea se inició la intervención en la casa en Monterrico y en Chorrillos. Los agentes del GEIN ingresaron a la casa en Monterrico y encontraron a un hombre y una mujer. Del registro de la casa se encontró una pizarra con la inscripción "GRCP, ¡Viva el maoísmo!" que confirmaba que la casa era una guarida de los terroristas. En la casa de Monterrico se logró capturar a la "Camarada Juana", junto a otra mujer y un hombre que actuaba bajo la fachada de ser el chofer. Se encontró libros, retratos, afiches, croquis, planos, botones con la hoz y el martillo, libretas militares, libretas electorales, entre otros objetos.

## Resultado

### Material incautado
Se detuvo a un total de 22 terroristas de Sendero Luminoso. Se logró incautar seis toneladas de documentos internos de la cúpula de la organización terrorista con transcripción de eventos y conferencias clandestinas que el DAO archivaba. Entre los papeles de la casa de Monterrico se encontró una libreta con los nombres, direcciones y teléfonos de importantes mandos de Sendero Luminoso. En dicha libreta se describía los alias y lugares donde vivían los líderes del GAP "Socorro Popular", del Departamento de Propaganda, del Departamento de Economía, entre otros.

### Reunión entre Montesinos y el GEIN
A finales de junio de 1990, el asesor de la alta dirección del Servicio de Inteligencia Nacional (SIN), Augusto Antonioli Vásquez, le formuló a Vladimiro Montesinos una reunión con el teniente general Fernando Reyes Roca, quien anteriormente dio respaldo a Benedicto Jiménez para la creación del GEIN. Dicha reunión tenía como objetivo abordar la problemática del terrorismo en el país. El día de la reunión, Reyes Roca le hizo saber a Montesinos sobre el GEIN y le solicitó que con el gobierno entrante de Alberto Fujimori el GEIN no sea desactivado, por lo cual quedaron al día siguiente para que puedan hacerse presentes dos agentes del GEIN.
Al día siguiente se dio inicio a la nueva reunión en la cual estuvo presente Benedicto Jiménez. En el transcurso de la reunión, Jiménez le explicó a Montesinos sobre la inteligencia policial y su uso en la Operación ISA, además de la relación administrativa que tenía el GEIN con la DINCOTE.  Luego, Antonioli le preguntó a Jiménez sobre la ayuda que podría requerir el GEIN para que pudiera seguir sus operaciones. Ante la pregunta, Jiménez le respondió que quería evitar la desactivación del GEIN y que, en cambio, le pudieran brindar apoyo para su equipo para continuar con sus actividades de inteligencia. Ante esto, Montesinos y Antonioli se comprometieron a brindarles apoyo y trasladar sus inquietudes a Fujimori, además de fijarse una nueva reunión. Adicionalmente, Montesinos le entregó a Jiménez una filmadora Sony para sus labores de inteligencia y se comprometió a gestionar un mayor apoyo al GEIN ante los ministros de defensa, interior y el SIN.
Tras la fuga de los emerretistas del penal Castro Castro, se dio una nueva reunión el 10 de junio. En dicha reunión, Montesinos y Antonioli discutieron con Reyes Roca sobre la razón del por qué no se pudo detectar el túnel por el que escaparon los emerretistas. Tras una infructuosa reunión, cortaron contacto con Reyes Roca. Al salir de la casa de Reyes Roca, se cruzaron con Jiménez y le comunicaron que Fujimori estaba al tanto de las actividades del GEIN y que el equipo no iba a ser desactivado al asumir el gobierno. Al asumir Fujimori el cargo de presidente, Antonioli fue nombrado como ministro de justicia mientras Adolfo Alvarado Fournier fue designado como ministro del interior, proponiendo este último a Adolfo Cuba y Escobedo como director general de la PNP. Luego de esto, Antonioli le dijo a Alvarado que no se cambie a Jiménez de su puesto en su unidad policial y que, en cambio, atienda sus requerimientos de personal y apoyo logístico. Además, se hizo saber a Cuba y Escobedo que por ninguna causal se debía remover el personal asignado al GEIN y que dicho grupo operaba bajo las órdenes de Jiménez.

### Exposición de septiembre
En los primeros días de septiembre de 1990, se organizó una exposición sobre la situación de la DINCOTE ante el Comando Conjunto de las Fuerzas Armadas y los ministros, a la cual se invitó a Jiménez estando Montesinos como observador. En dicha exposición, Jiménez habló sobre la Operación ISA y la documentación incautada, además de la comprobación de que Abimael Guzmán estaba vivo y radicaba en Lima. Adjunto, se evaluó la situación precaria en la que se encontraba la DINCOTE. Como resultado del encuentro, se acordó asignar recursos a la DINCOTE y de proveerles de vehículos y material filmográfico. Tras finalizada la reunión, Montesinos le comunicó a Fujimori sobre lo acontecido.

### La nueva operación
Con la Operación ISA se logró desarticular el DAO y el GAP. Una vez logrado el objetivo, se procedió a una nueva operación que llevó por nombre "Operación Monterrico-90".